# Darkstar
Darkstar er en elektronisk musikduo fra Storbritannien. Siden 2007 har de udgivet deres musik på Hyperdub, Warp og 2010 Records.

## Diskografi

### Albums
- 2010 North (Hyperdub)
- 2013 News from Nowhere (Warp)
- 2015 Foam Island (Warp)
- 2015 Kirklees Arcadia (Warp)

### Singles / EPs
- 2007 "Dead 2 Me" / "Break" (2010 Records)
- 2007 "Lilyliver" / "Out of Touch" (2010 Records)
- 2007 "Memories" (Remix) / "Saytar" (MG77)
- 2008 "Need You" / "Squeeze My Lime" (12-inch single) (Hyperdub)
- 2008 "Round Ours" (Clandestine Cultivations)
- 2008 "Starkey" (Remixes) (Offshore Recordings)
- 2009 "Aidy's Girl Is a Computer" (Hyperdub)
- 2010 "Gold" (Hyperdub)
- 2012 "Timeaway" (Warp)
- 2016 "Made to Measure" (Warp)

### Remix EP'er
- 2013 "01484" (Warp)
- 2013 "HD7" (Warp)